# The Surgeon (Zeitschrift)
The Surgeon. Journal of the Royal Colleges of Surgeons of Edinburgh and Ireland, abgekürzt Surg. J. R. Coll. Surg. Edinb. Irel., ist eine wissenschaftliche Fachzeitschrift, die vom Elsevier-Verlag im Auftrag der Royal Colleges of Surgeons of Edinburgh and Royal College of Surgeons in Ireland veröffentlicht wird:
Die Zeitschrift erscheint mit sechs Ausgaben im Jahr. Es werden Arbeiten aus den Bereichen Chirurgie und Zahnmedizin veröffentlicht.
Der Impact Factor lag im Jahr 2014 bei 2,175. Nach der Statistik des ISI Web of Knowledge wird das Journal mit diesem Impact Factor in der Kategorie Chirurgie an 64. Stelle von 198 Zeitschriften geführt.